# Kambolé
 (février 2011).
Si vous disposez d'ouvrages ou d'articles de référence ou si vous connaissez des sites web de qualité traitant du thème abordé ici, merci de compléter l'article en donnant les références utiles à sa vérifiabilité et en les liant à la section « Notes et références ».

Kambolé (ou Camboli ou Kaboli) est un village de la préfecture de Tchamba situé à 90 km à l'est de Sokodé, chef-lieu de la région Centrale au Togo (Afrique de l'ouest). Il aurait été fondé entre le XIVe et le XVe siècle par le chasseur d'origine Ifè nommé odin Amaoun, venu du Nigéria. Grand centre commercial de la zone, Kambolé compterait une population d'environ 50 000 habitants.

## Historique
La fondation du village de Kambolé remonte entre le XVIe et le XVIIe siècle. Originaire du Nigéria, le fondateur, Odin Amaoun est venu d’Ilé Ifè (Ilé Ifan en langue Yorouba), ville d’origine de la langue Anago. Descendant d’Odoudouwa (grand marabout d’origine arabe), Odin Amaoun fut un chasseur réputé, d’où son nom : Odin Amaoun, c'est-à-dire, « le chasseur qu’on connaît, mieux, le chasseur de renom » en langue Yorouba. 
Pour des raisons d’insécurité sociale, Odin Amaoun quitta Ilé Ifè et après plusieurs escales (Idjiho au Nigéria, Savè et Igbomakoh au Dahomey (actuel Bénin) en longeant le fleuve Ofè (actuel Ouémé)), il arriva à Katankou où il installa son premier campement avec sa suite. Lors d’une partie de chasse vers le sud de Katankou, zone forestière, il découvrit une clairière où il installa un site de passage, baptisée plus tard « Guénguélé », ce qui signifie « Colline » en Yorouba.
Il laissa son aide chasseur et descendit le long d’une rivière vers un abreuvoir sauvage appelé Kpokpo Yaa, qui a pour source Guénguélé. Il y aperçu un troupeau d’éléphants en train de s’abreuver. Le fusil qu’il avait chargé était prévu pour les petits gibiers dans l’intention de tuer juste pour faire le repas du soir. En désespoir de cause, il tira quand même et s’aperçut qu’il avait tué un parmi eux. Tout heureux, il coupa sa queue et remonta la rivière pour retrouver sa suite. À son arrivée, son aide chasseur voulu savoir ce qu’il avait tué. Il brandit la queue de l’éléphant. L’aide chasseur fit remarquer que le gibier était trop grand pour la soupe du soir. Odin Amaoun retourna le long d’une autre rivière du nom de « Odo N’Kpôkou », aujourd’hui appelé « Atan Idjé » (retenue d’eau (Atan) où pousse une plante aquatique qui sert de porte flèche (Idjé)). Là, il aperçut des buffles et tua un dont il extrait les boyaux pour leur repas du soir. Le jour suivant, il retourna vers son campement à Katankou où il raconta son aventure à son frère Olou Adjifô. Sur recommandation de son frère, ils invitèrent la communauté Lôfôï pour les aider  à disséquer le butin. 
Par la suite, Odin Amaoun manifesta à son frère son intention de s’installer dans la zone qu’il venait de découvrir (Guénguélé). Ce dernier le conseilla alors d’y apporter un couple de volaille (un coq et une poule) pour tester l’habitabilité du lieu. Mais avant de laisser les volailles sur le lieu, il implora les Dieux du milieu en ces termes : « Si ce lieu est habitable, que cette poule procréé, sinon que je découvre les restes ». De retour à Katankou, il entreprit un voyage vers la côte de l’or (Ghana) pour la vente d’ l’ivoire. Il fit escale aux abords d’Anyigan et y entra seul pour une visite de reconnaissance. Il s’installa alors sous un arbre derrière la maison d’un chasseur qu’il connaîtra plus tard. En effet, paraissant suspect et effrayant, les enfants du village alertèrent leur parent. Ce dernier qui n’est autre qu’Odin Agoué, par un signe particulier, reconnut qu’Odin Amaoun était aussi un chasseur. Il l’invita alors et leur accorda l’hospitalité durant leur séjour à Anyigan. Dans leur discussion, Odin Agoué a fait comprendre à son hôte qu’il n’était pas à l’aise dans sa zone de résidence actuelle et qu’il serait heureux de cohabiter avec lui s’il s’avère qu’il trouve un site plus hospitalier. Odin Amaoun promit lui donner une réponse à son retour puis continua son voyage vers le Ghana. Plus loin, il rencontra les Ashanti (Adobia, Takété et Awoyo), fuyant les guerres. Il leur promit une aide à son retour. 
Comme promis, il retrouva les ashanti là où il les avait laissé et les conduisit à Alibi afin de venir avertir son frère et organiser ensuite leur installation. 
À Katankou, il fit part de ses rencontres à son frère. Olou Adjifô le rappela d’aller vérifier sa volaille sur le site de Guénguélé. Arrivé là, il frappa du bois sec pour certains ou remua une gourde contenant du sorgho pour d’autres afin de faire sortir les poules. Celles-ci sortirent avec en plus neuf poussins. D’où les neuf futurs quartiers du village. Il conclut alors que la zone était hospitalière et alla annoncer la nouvelle à son frère. Ils revinrent ensuite construire les premières huttes (abéhéma en langue Yorouba) à côté de l’actuel site du fétiche « Boukou Lossoumahé ». Il donna alors le nom « Aboliya » à son hameau, ce qui signifie : « Nous sommes délivrés de la souffrance ».
Quelque temps après, il envoya une délégation chercher son ami Odin Agoué d’Aniyagan. Celui-ci lui répondit qu’il lui était impossible de venir car il avait perdu sa femme. Odin Amaoun décida alors de lui donner sa fille en mariage et renvoie le chercher une seconde fois. Odin Agoué demanda un temps pour rassembler ses affaires. Il a fallu une troisième délégation pour conduire Odin Agoué à Aboliya, aujourd’hui Kambolé d’où le surnom donné à cette communauté de « Amouyanwa » c'est-à-dire « on les a fait venir ». Il les installa aux pieds de la colline de Guénguélé, actuel quartier Djoboré. Comme convenu, Odin Amaoun donna sa fille en mariage à Odin Agoué. D’où le lien de parenté qui unit les deux communautés (Atafa et Bonou).
Il est à noter que l’ordre d’arrivée des communautés diffère d’un récit à l'autre. Il s’agit entre autres de :
- Bonou (Djoboré, Adja)
- Lôfôï (Kpomassaro)
- Ashanti (Adobia, Awoyo, Takété)
- Saabi (Adobia)
- Kala (Kala)